# Hindsiclava tippetti
Hindsiclava tippetti é uma espécie de gastrópode do gênero Hindsiclava, pertencente a família Pseudomelatomidae.